# Initiativkreise katholischer Laien und Priester
Die Initiativkreise katholischer Laien und Priester sind nach Diözesen gegliederte Verbände römisch-katholischer Laien und Kleriker lehramts- und papsttreuer Ausrichtung.

## Ziele
Sie sehen es als Aufgabe der Vereinigung, Katholiken zusammenzuführen, die sich zum unverkürzten Glauben der katholischen Kirche, wie er etwa im "Katechismus der Katholischen Kirche" ausgedrückt ist, bekennen. Die Initiativkreise stützen sich in der Grundlegung ihrer Arbeit auf das II. Vatikanische Konzil.

## Geschichte
Der erste Initiativkreis entstand 1989 in der Diözese Augsburg und wurde mit Unterstützung von Erzbischof Josef Stimpfle ins Leben gerufen.
Initiativkreise in anderen Diözesen formierten sich in der Folgezeit. Die Initiative erfuhr Unterstützung von Seiten vieler kirchlicher Würdenträger und Vertretern der Wissenschaft. Vorsitzender des Initiativkreises in der Diözese Augsburg war von 2000 bis 2009 Eduard Werner. Bei Veranstaltungen des Initiativkreises Augsburg sprachen u. a.:
Erzbischof Josef Stimpfle, Bischof Kurt Krenn, Weihbischof Andreas Laun und die Professoren und Wissenschaftler Walter Brandmüller, Hubert Gindert, Manfred Hauke, Walter Hoeres, Georg May, Kardinal Leo Scheffczyk, Robert Spaemann, Carsten Peter Thiede, Prälat Anton Ziegenaus; außerdem Martine Liminski und Sabine Düren.

## Vernetzung und Abgrenzung
Die Initiativkreise gehören der "Aktionsgemeinschaft katholischer Laien und Priester in deutschsprachigen Diözesen" an. Nicht zu verwechseln sind die Initiativkreise mit "Pro Sancta Ecclesia" und der 1997 gegründeten "Vereinigung der Initiativkreise katholischer Laien und Priester im deutschen Sprachraum", von denen sich die heute in der Aktionsgemeinschaft zusammengeschlossenen Initiativkreise im Jahre 2000 trennten.
Einige andere konservative katholische Gruppierungen, nämlich Una Voce, das Netzwerk katholischer Priester und Pro Missa Tridentina sind Mitveranstalter der Kölner Liturgischen Tagungen, die periodisch in Herzogenrath im Bistum Aachen abgehalten werden.

## Verbindungen
Diejenigen Initiativkreise, die sich heute "Aktionsgemeinschaft" nennen, sind dem Forum Deutscher Katholiken angegliedert. Die anderen Initiativkreise sind im Dachverband "Vereinigung der Initiativkreise katholischer Laien und Priester im deutschen Sprachraum" zusammengeschlossen, der wiederum mit Pro Sancta Ecclesia zusammenarbeitet und insbesondere das Zweimonatsblatt IK-Nachrichten herausgibt.

## Initiativkreise in Deutschland
- Website Initiativkreis Augsburg
- Website Initiativkreis Münster (Kardinal-von-Galen-Kreis e.V.)
- Website Initiativkreis Würzburg (Liborius-Wagner-Kreis e.V.)

Seit 2010 haben viele Initiativkreise bzw. Aktionsgemeinschaften ihre Arbeit eingestellt und sind, falls sie noch bestehen, inaktiv.